# VIS Pirati
VIS Pirati (kasnije ih je Viki Glovacki prezvao u VIS Uskoci), rani je rock sastav iz Zagreba. Repertoar grupe bio je sastavljen od hitova Hurricansa i Shadowsa, i kasnije Beatlesa. 
Sastav Pirati, imao je svoj prvi zapaženi nastup u Varijeteu (tadašnjoj odskočnoj dasci za zagrebačke grupe), nakon toga dobili su angažman u tada vrlo popularnom zagrebačkom plesnjaku Dverce.
Sastav je 1964. prestao djelovati, zbog svađa u grupi i glazbenog razilaženja.